# Elassochirus gilli
Elassochirus gilli är en kräftdjursart som först beskrevs av James Everard Benedict 1892.  Elassochirus gilli ingår i släktet Elassochirus och familjen eremitkräftor. Inga underarter finns listade i Catalogue of Life.